# WGb-130 Bratek

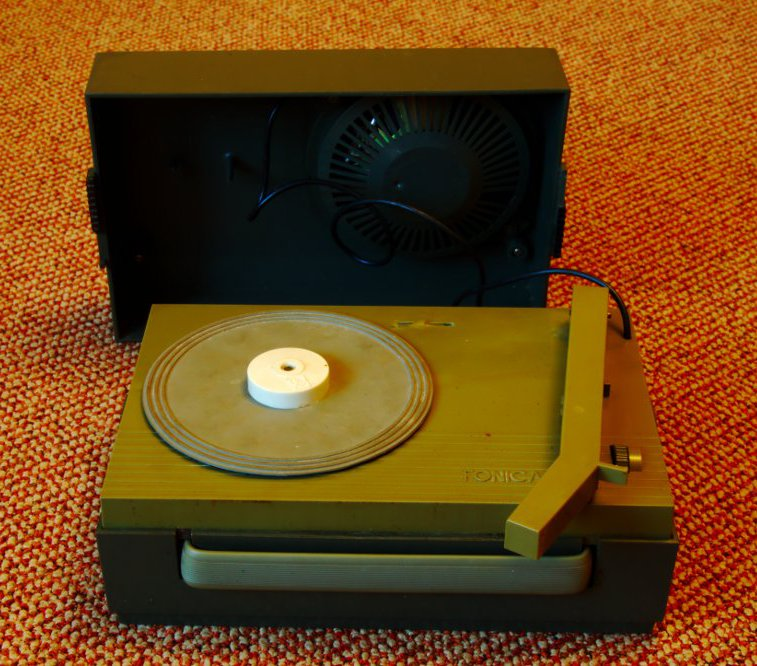
Gramofon Bratek

WGb-130 Bratek – pierwszy w Polsce tranzystorowy gramofon bateryjny, produkowany przez Łódzkie Zakłady Radiowe Fonica w drugiej połowie lat 60.

## Charakterystyka
WGb-130 Bratek to bateryjny gramofon przenośny z wbudowanym wzmacniaczem tranzystorowym. W stanie złożonym jest walizeczką wykonaną z polistyrenu. Z tyłu znajduje się zasobnik mieszczący sześć baterii R20. Gramofon posiada jedną prędkość 45 obr./min Maksymalna średnica odtwarzanych płyt to 25 cm. W pokrywie znajduje się okrągły głośnik z wewnętrznym obwodem magnetycznym. Brak regulacji barwy dźwięku, jedynie regulacja głośności.
Dane techniczne:
- Zasilanie: 6 ogniw 1,5 V typu R20, pobór prądu 120 mA
- Moc wyjściowa 200 mW
- Zniekształcenia nieliniowe maks. 10%
- Obroty talerza 45 ± 35% obr/min.
- Pasmo przenoszenia 200 Hz − 7 kHz
- Przetwornik Uk-5 o nacisku 6 ± 0,5 g

## Układ elektryczny
We wzmacniaczu gramofonu zastosowano pięć tranzystorów germanowych. Przeciwsobny stopień końcowy na tranzystorach TG50 pracuje w klasie B z ręcznie ustawianym punktem pracy i nie posiada żadnej stabilizacji termicznej. Silnik prądu stałego jest zasilany bezpośrednio z baterii, bez stabilizacji obrotów.

## Historia produkcji
Produkcję rozpoczęto około roku 1968. Trwała ona bardzo krótko i obecnie Bratek jest bardzo rzadko spotykany. Konstrukcja gramofonu była nieudana – mechanika nie gwarantowała stabilności obrotów, możliwe było odtwarzanie jedynie singli i pocztówek dźwiękowych. Wzmacniacz o małej mocy i wąskim paśmie przenoszenia oraz mały głośnik były przyczyną niskiej jakości dźwięku. Gramofon był drogi w eksploatacji, brak było możliwości przyłączenia zasilania sieciowego, czy choćby akumulatora samochodowego. Fonica w krótkim czasie zaprzestała produkcji tego gramofonu i zastąpiła go nowymi konstrukcjami, opartymi na licencjach Telefunkena.